# Eerbiedwaardigheid
De zogenaamde eerbiedwaardigheid is een voorstadium van de zalig- en heiligverklaring in de Rooms-Katholieke Kerk.
Wanneer men aan de slag gaat met een verhoopte heiligverklaring wordt door het bisdom van de betrokkene eerst een levensschets gemaakt, met daarbij een lijst van getuigen (of deskundigen als de kandidaat al te lang overleden is.) De kandidaat wordt dan "Dienaar Gods" genoemd. Wanneer vervolgens ook de eerste daadwerkelijke onderzoeken door de Congregatie voor de Heilig- en Zaligsprekingsprocessen positief worden afgesloten krijgt de kandidaat de titel "eerbiedwaardig."
Dienaar Gods → Eerbiedwaardig → Zalig → Heilig